# Каћуша Јашари
Каћуша Јашари (Србица, 16. август 1946 — Приштина, 6. мај 2025) била је албанска политичарка, председница СДП Косова и друштвено-политичка радница СР Србије и САП Косова.

## Биографија
Рођена је 1946. године у Србици, по мајци Црногорка. Ћерка је Халила Фејзулахуа, политичара и савезног функционера СФРЈ и сестра Петрита Фејзулахуа, рукометаша РК Црвене звезде.
Завршила је Средњу техничку школу (смер грађевина) и после тога Технички грађевински факултет. Од 1969. до 1971, била је професорка у Средњој техничкој школи у Приштини, а од 1971. до 1975. техничка директорка грађевинског предузећа у Урошевцу. Након 1975. године почела је да врши високе политичке функције у САП Косову.
Од 10. марта 1987. до 9. маја 1989. године била је председница Извршног већа Скупштине САП Косова. Новембра 1988, она и Азем Власи, до тада најутицајнији политичари на Косову, попустили су пред тзв. „антибирократском револуцијом”. Маја 1988, Јашари је заменила Власија на функцији председника Покрајинског комитета Савеза комуниста Косова, функција на којој је остала до 17. новембра исте године. Тада је била принуђена на оставку и замењена Рахманом Морином, Милошевићевим човеком.
Од 1991. до 2008. била је председница Председништва Социјалдемократске партије Косова (реформирани Савез комуниста Косова) и директорка Управе Косовских путева од 1999. до 2007. године. Од 2007. је посланица у Скупштини самопрокламованог Косова, а од 2008. године председница Форума жена социјалдемократа.